# Roger Beaufrand

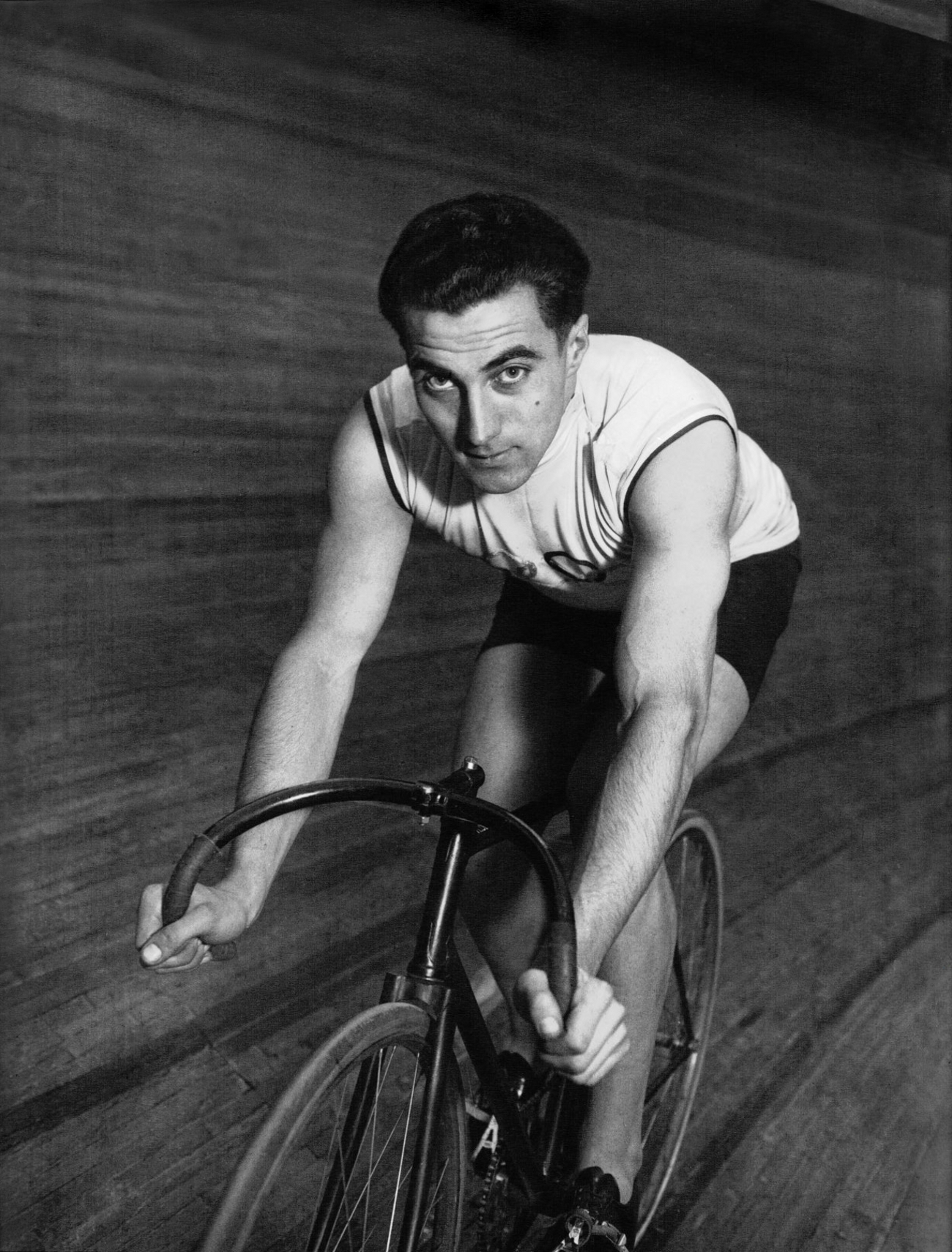
Roger Beaufrand (1931)

Roger Beaufrand (* 25. September 1908 in La Garenne-Colombes; † 14. März 2007 in Béziers) war ein französischer Radrennfahrer. Sein größter Erfolg war der Olympiasieg 1928 im Sprint. Im selben Jahr wurde er in Budapest auch Vizeweltmeister in dieser Disziplin hinter dem Dänen Willy Falck Hansen.

## Sportliche Laufbahn
Beaufrand drehte seine ersten Runden auf der Piste des Vélodrome de Vincennes. Seinen ersten Sieg erfuhr er 1925 bei einem Wettbewerb zur Talentsichtung. Am 7. August 1928 überraschte er mit nicht einmal 20 Jahren in Amsterdam die Weltelite mit seinem Olympiasieg im Sprint. Zweimal, 1928 und 1930, gewann er den Titel bei den französischen Meisterschaften der Amateure im Sprint. 1936 belegte er bei den französischen Meisterschaften einen dritten Platz. 1928 hatte er neben der Meisterschaft auch den Grand Prix de Paris in der Amateurklasse gewonnen. Zum Ende der Saison 1936 beendete er seine Laufbahn als Radsportler.

## Berufliches
Nach seiner aktiven Zeit beschäftigte sich Beaufrand mit den „schönen Künsten“; er malte selbst und war eine Zeit lang Leiter einer Gemäldegalerie in Paris. In seiner Freizeit spielte er in seinen letzten Jahren Schach und Bridge in seiner Wahlheimat Béziers.
Seit April 2005 war er der älteste lebende Goldmedaillengewinner der Olympischen Spiele. Wenige Wochen vor seinem Tod wurde ihm durch Jean-Claude Killy die Ernennung zum Ritter der Ehrenlegion überreicht. 